# ブラバンツ・パイル
ブラバンツ・パイル（フラマン語:Brabantse Pijl）は、ベルギー、フラームス＝ブラバント州で行われる自転車競技、ロードレースにおけるワンデイレース。「ブラバンツ・ペイル」とも表記される。2011年より、UCIヨーロッパツアー1.HCカテゴリ、2020年よりUCIプロシリーズ。なお、フランス語表記では、ラ・フレッシュ・ブラバンソンヌ（La Flèche Brabançonne）となる。例年3月下旬ないし4月上旬に開催される。
創設は1961年と、数多あるヨーロッパのロードレースの中ではそれほど古い歴史を有しているとはいえないが、かつては春のクラシックレースの前哨戦として位置づけられ、近年はパリ〜ルーベとアムステルゴールドレースの間に行われるため、著名選手の参加も少なくない。2005年から2007年まで、オスカル・フレイレが3連覇を達成している。

## 歴代優勝者
| 年   | 選手名                           | 国籍     |
| ---- | -------------------------------- | -------- |
| 1961 | ピノ・チェラミ                   | ベルギー |
| 1962 | リュド・ヤンセンス               | ベルギー |
| 1963 | ジョゼフ・ワウテルス             | ベルギー |
| 1964 | アルナルド・パンビアンコ         | イタリア |
| 1965 | ウィリー・ボックラント           | ベルギー |
| 1966 | ヤン・ヤンセン                   | オランダ |
| 1967 | ロジェ・ロジエル                 | ベルギー |
| 1968 | ヴィクトル・ファン・スヒル       | ベルギー |
| 1969 | ウィリー・イント・フェン         | ベルギー |
| 1970 | ヘルマン・ファン・スプリンヘル   | ベルギー |
| 1971 | ジョゼフ・スプリュイト           | ベルギー |
| 1972 | エディ・メルクス                 | ベルギー |
| 1973 | ヨハン・デ・ミュインク           | ベルギー |
| 1974 | ヘルマン・ファン・スプリンヘル   | ベルギー |
| 1975 | ウィレム・ペーテルス             | ベルギー |
| 1976 | フレディ・マルテンス             | ベルギー |
| 1977 | フランス・フェルベーク           | ベルギー |
| 1978 | マルセル・ローラン               | ベルギー |
| 1979 | ダニエル・ウィレムス             | ベルギー |
| 1980 | ミシェル・ポランティエール       | ベルギー |
| 1981 | ロジェ・デ・フラミンク           | ベルギー |
| 1982 | クロード・クリケリオン           | ベルギー |
| 1983 | エディ・プランカールト           | ベルギー |
| 1984 | ロニー・ファン・ホレン           | ベルギー |
| 1985 | アドリ・ファン・デル・プール     | オランダ |
| 1986 | ヨハン・ファン・デル・フェルデ   | オランダ |
| 1987 | エドヴィヒ・ファン・ホーイドンク | ベルギー |
| 1988 | ヨハン・カピオ                   | ベルギー |
| 1989 | ヨハン・カピオ                   | ベルギー |

| 年   | 優勝者                           | 国籍       |
| ---- | -------------------------------- | ---------- |
| 1990 | フランス・マーセン               | オランダ   |
| 1991 | エドヴィヒ・ファン・ホーイドンク | ベルギー   |
| 1992 | ヨハン・カピオ                   | ベルギー   |
| 1993 | エドヴィヒ・ファン・ホーイドンク | ベルギー   |
| 1994 | ミケーレ・バルトリ               | イタリア   |
| 1995 | エドヴィヒ・ファン・ホーイドンク | ベルギー   |
| 1996 | ヨハン・ムセウ                   | ベルギー   |
| 1997 | ジャンルカ・ピアネゴンダ         | イタリア   |
| 1998 | ヨハン・ムセウ                   | ベルギー   |
| 1999 | ミケーレ・バルトリ               | イタリア   |
| 2000 | ヨハン・ムセウ                   | ベルギー   |
| 2001 | マイケル・ボーヘルト             | オランダ   |
| 2002 | ファビアン・デ・ワール           | ベルギー   |
| 2003 | マイケル・ボーヘルト             | オランダ   |
| 2004 | ルカ・パオリーニ                 | イタリア   |
| 2005 | オスカル・フレイレ               | スペイン   |
| 2006 | オスカル・フレイレ               | スペイン   |
| 2007 | オスカル・フレイレ               | スペイン   |
| 2008 | シルヴァン・シャヴァネル         | フランス   |
| 2009 | アントニー・ジェラン             | フランス   |
| 2010 | セバスティアン・ロスレル         | ベルギー   |
| 2011 | フィリップ・ジルベール           | ベルギー   |
| 2012 | トマ・ヴォクレール               | フランス   |
| 2013 | ペテル・サガン                   | スロバキア |
| 2014 | フィリップ・ジルベール           | ベルギー   |
| 2015 | ベン・ヘルマンス                 | ベルギー   |
| 2016 | ペトル・ヴァコッチ               | チェコ     |
| 2017 | ソニー・コルブレッリ             | イタリア   |
| 2018 | ティム・ウェレンス               | ベルギー   |

| 年   | 優勝者                         | 国籍           |
| ---- | ------------------------------ | -------------- |
| 2019 | マチュー・ファン・デル・プール | オランダ       |
| 2020 | ジュリアン・アラフィリップ     | フランス       |
| 2021 | トム・ピドコック               | イギリス       |
| 2022 | マグナス・シェフィールド       | アメリカ合衆国 |
| 2023 | ドリアン・ゴドン               | フランス       |
| 2024 | ブノワ・コスヌフロワ           | フランス       |
| 2025 | レムコ・エヴェネプール         | ベルギー       |